# Baliste écharpe
Rhinecanthus rectangulus
Espèce
Le baliste écharpe, également appelé baliste picasso à bandeau noir, porte le nom scientifique de Rhinecanthus rectangulus. Il est également célèbre en raison de son nom hawaïen « Humuhumunukunukuapua'a » et du fait qu'il est un des emblèmes de l'État de Hawaii.

## Autres dénominations vernaculaires francophones
- Île Maurice : Picasso noir (français), bourse corail (français et créole mauricien), bourse mayar (français et créole mauricien).

## Autres dénominations scientifiques
- Balistes echarpe et Rhinecanthus echarpe (anonyme, 1798, non validées)
- Balistes rectangulus (Bloch & Schneider, 1801, non validée)
- Balistapus rectangulus (Bloch & Schneider, 1801, non validée)

## Description
Corps orange à brun sur le dessus, blanc sur la tête et sur le ventre. Les nageoires dorsale, anale et pectorales sont plus ou moins translucides. La nageoire caudale est plus sombre.
Le mâle peut atteindre une longueur de 30 cm.
Doté d'une denture solide, ce poisson affectionne les petits crustacés et les coraux relativement « durs ».

## Habitat
Le baliste écharpe vit en zones côtières, dans les rochers ou dans les massifs coralliens, à des profondeurs allant de 0 à 20 m.

## Distribution
Ce poisson se rencontre dans divers mers et océans, à l'exception notable de l'océan Atlantique, sous des latitudes évoluant entre 30°N et 32°S. On le trouve ainsi dans une grande partie de l'océan Pacifique, en Océanie et dans l'océan Indien, notamment sur les côtes orientales de l'Afrique et de Madagascar, ainsi que dans la mer Rouge jusque sur les côtes de l'est de l'Égypte.

## Intérêt économique
Ce poisson est parfois pêché pour sa chair, comestible a contrario de celle d'autres espèces de balistes. Toutefois cette pêche est modérée. Les plus grands prélèvements sont faits pour l'aquariophilie.